# 柴田誠也
柴田 誠也（しばた まさや、1985年9月21日 - ）は、北海道苫小牧市出身の元プロ野球選手（投手、右投右打）・コーチ。

## 経歴

### プロ入り前
小学2年生で野球を始め、4年生から投手となる。
北海道尚志学園高等学校（現北海道科学大学高等学校）では、2年夏の南北海道大会でリリーフとして準優勝に貢献。秋からエースとなり、3年時は春季北海道大会優勝、夏は2年連続準優勝。
プロ野球ドラフト前は地元の北海道日本ハムファイターズへの入団を希望しており、スポーツ紙等で相思相愛等とも報道されていたが、2003年度ドラフト会議でオリックス・ブルーウェーブが強行指名。当初は難色を示していたが、交渉の末に契約金6500万円、年俸600万円（いずれも推定）で入団。当時の伊原春樹監督からは「北海の熊」と命名された。

### オリックス時代
技術面の評価は低かったが素材は一級品と将来を嘱望され、1年目の2004年から二軍で18試合に登板して4勝3敗、防御率4.68と素材型の高卒新人としてはまずまずの成績を残し、フレッシュオールスターゲームにも選出された。
2005年からは分配ドラフトでオリックス・バファローズと契約。しかしその後は故障に苦しみ、二軍で11試合に登板し防御率12.27。2006年は二軍でも登板無しに終わり、シーズンオフに支配下登録を外され、育成選手として契約を結んだ。
2007年は二軍で7試合と少ない登板数ながらも防御率1.29の成績を残したが、同年10月4日に戦力外通告を受け自由契約となる。現役続行を希望して11月7日に行われた12球団合同トライアウトに参加したが、オファーはなく現役引退。

### 引退後
2008年は加圧トレーニング指導の資格を取得し、加古川市のトレーニングジムでトレーナーとして働いていた。
2016年4月、独立リーグBASEBALL FIRST LEAGUEに所属する姫路GoToWORLDのコーチに就任し、チームが休止となるまで1シーズン務めた。
現在は、プロ野球時代の知識を活かし、ゴルファーの飛距離アップトレーニングを自ら開発し、トルクボディトレーナーとして活躍している。

## 詳細情報

### 年度別投手成績
- 一軍公式戦出場なし

### 背番号
- 13 （2004年 - 2006年）
- 113 （2007年）
- 5 （2016年）